# Gai Assulin
Gai Assulin (hebräisch גיא אסולין; * 9. April 1991 in Naharija) ist ein israelischer ehemaliger Fußballspieler. Er hat aufgrund seiner langen Aufenthaltszeit in Spanien auch einen spanischen Pass. Der offensive Mittelfeldspieler ist der jüngste Spieler, der jemals für die israelische Nationalmannschaft gespielt hat.

## Verein
Gai Assulin startete seine Karriere in der Jugend von Beitar Nes Tubruk. Im Alter von zwölf Jahren bekam er ein Angebot vom FC Barcelona. Daraufhin zog er mit seiner Familie nach Barcelona. Er bekam 2008 auch Angebote vom FC Arsenal, Manchester United und vom FC Chelsea. Im August 2007 stieß er zum FC-Barcelona-B-Team und unterschrieb außerdem einen Profivertrag für drei weitere Jahre mit einer 20-Millionen-Euro-Ausstiegs-Verkaufsklausel. Am 5. September 2007 machte er im Alter von 16 Jahren sein Profidebüt mit dem ersten Team des FC Barcelona im Copa-Catalunya-Viertelfinale gegen den Girona FC. Er kam in der 46. Spielminute zum Einsatz.
Nachdem sein Vertrag beim FC Barcelona nicht verlängert worden war, wechselte er ablösefrei zu Manchester City. Dort stand er im Kader der Reserves. Im Februar 2012 wurde Assulin für drei Monate an Brighton & Hove Albion ausgeliehen. Im Juli 2012 wechselte Gai Assulin ablösefrei von Manchester City zu Racing Santander in die spanische Primera División.
Zur Saison 2013/14 wechselte Assulin zum FC Granada, verbrachte die Spielzeit aber auf Leihbasis bei Hércules Alicante. Zur Saison 2014/15 wechselte Assulin zum RCD Mallorca. Nach nur wenigen Einsätzen wurde sein Vertrag nicht verlängert. In den nächsten Jahren wechselten Zeiten ohne Engagement mit teilweise längerfristigen (so eineinhalb Jahre beim CE Sabadell) Vereinszugehörigkeiten ab. Dabei spielte er in Israel, Spanien, Kasachstan, Rumänien und der italienischen Seria D.

## Israelische Nationalmannschaft
Assulin entschied sich für die israelische Fußballnationalmannschaft, allerdings nur unter der Bedingung, dass er nicht die Wehrpflicht beim israelischen Militär absolvieren muss. Am 26. März 2008 gab Assulin mit 16 Jahren sein Debüt in der israelischen A-Mannschaft gegen Chile. Es blieb bis heute sein einziges Spiel.